# 土屋喬直
土屋 喬直（つちや たかなお、寛文6年（1666年） - 享保10年8月23日（1725年9月29日））は、江戸時代の旗本。土屋利直の三男。通称は数馬・刑部。初名は宗直。兄に土屋直樹、相馬忠胤。子に土屋安直、土屋縄直、土屋倫直、娘に三浦明喬室（土屋政直養女）、滝川利章室（後に離縁して松田貞居室）、小栗正辰室がいる。
延宝3年（1675年）に兄の土屋直樹襲封にあたり、上総国市原郡の新墾田2000石を分知され旗本となった。その後、延宝7年（1679年）に下総国相馬郡川原代村のほか、常陸国河内郡、茨城郡内に移された。書院番などを歴任。宝永7年（1710年）、幕府巡見使にとして九州各地に赴く。この時に河合曾良が随員として同行している。墓所は君津市久留里の円覚寺。